# تريفور غريفيثز
تريفور غريفيثز (بالإنجليزية: Trevor Griffiths)‏ هو كاتب مسرحي وكاتب سيناريو بريطاني، ولد في 4 أبريل 1935 في أنكتس ‏ في المملكة المتحدة.

## وصلات خارجية
- الموقع الرسمي
- تريفور غريفيثز على موقع IMDb (الإنجليزية)
- تريفور غريفيثز على موقع الموسوعة البريطانية (الإنجليزية)
- تريفور غريفيثز على موقع ألو سيني (الفرنسية)
- تريفور غريفيثز على موقع أول موفي (الإنجليزية)
- تريفور غريفيثز على موقع قاعدة بيانات برودواي على الإنترنت (الإنجليزية)
- تريفور غريفيثز على موقع قاعدة بيانات الأفلام السويدية (السويدية)
- تريفور غريفيثز على موقع قاعدة بيانات الفيلم (الإنجليزية)
- تريفور غريفيثز على موقع كينوبويسك (الروسية)